# Paternosterlift
Een paternoster of paternosterlift is een liftsysteem van opeenvolgende cabines, zonder deuren, die met geringe snelheid zonder onderbreking aan twee kettingen in één schacht omhoog en in een andere schacht omlaag bewegen. 
De paternoster is een Engelse vinding, de eerste werd in 1876 in bedrijf gesteld (alleen voor goederen) in het General Post Office in Londen. In 1884 volgde de eerste paternoster voor het vervoer van mensen.
In de praktijk zijn de cabines uitgevoerd voor maximaal twee personen en is de snelheid ongeveer 0,3 meter per seconde. Er bestaat ook een uitvoering voor goederentransport, de paternosterkast. Het liftsysteem is verouderd; de laatste paternosters werden eind jaren 1960 geïnstalleerd. De naam paternosterlift (en paternosterkast) is ontleend aan het kralensnoer de rozenkrans, het traditionele rooms-katholieke gebedssnoer, waarin bepaalde kralen aangeven wanneer een paternoster (Onze Vader) wordt gebeden.  

## Kenmerken
Men kan in- of uitstappen zodra een cabine de verdieping nadert; dit vergt wel enige timing. De paternoster is niet geschikt voor mensen die slecht ter been zijn. Er mogen geen goederen mee worden vervoerd, behalve wat de passagier zelf in de hand kan dragen. Hierdoor raakt dit soort lift in snel tempo uit de gunst. Voor moderne hoge gebouwen schiet de capaciteit van het systeem tekort. Nieuwe paternosters worden daarom niet meer gebouwd, en oude worden steeds vaker buiten gebruik gesteld. De nog in werking zijnde paternosters kunnen in gebruik blijven zolang ze aan de geldende normen voldoen; daartoe dienen ze elke 18 maanden gekeurd te worden. 
Het komt weleens voor dat passagiers in paniek raken als ze voorbij de bovenste of onderste verdieping reizen. Ze verwachten dat de kooi over de kop gaat, met letsel als gevolg. In werkelijkheid is er geen gevaar en blijft de liftkooi altijd rechtop. Alleen bij zogenoemde "bandpaternosters" is dit niet het geval en moet men echt op de bovenste of onderste etage afstappen. Deze werden in het verleden enkel toegepast in fabrieken en zijn thans vrijwel niet meer in gebruik.

## Nederland

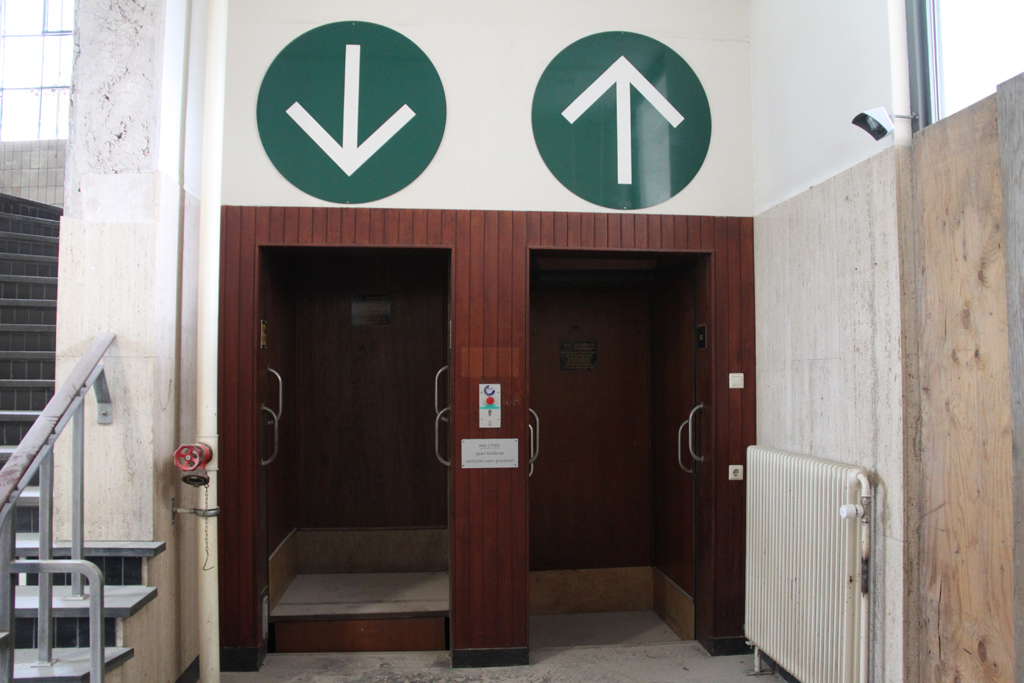
Paternoster in het HaKa-gebouw in Rotterdam

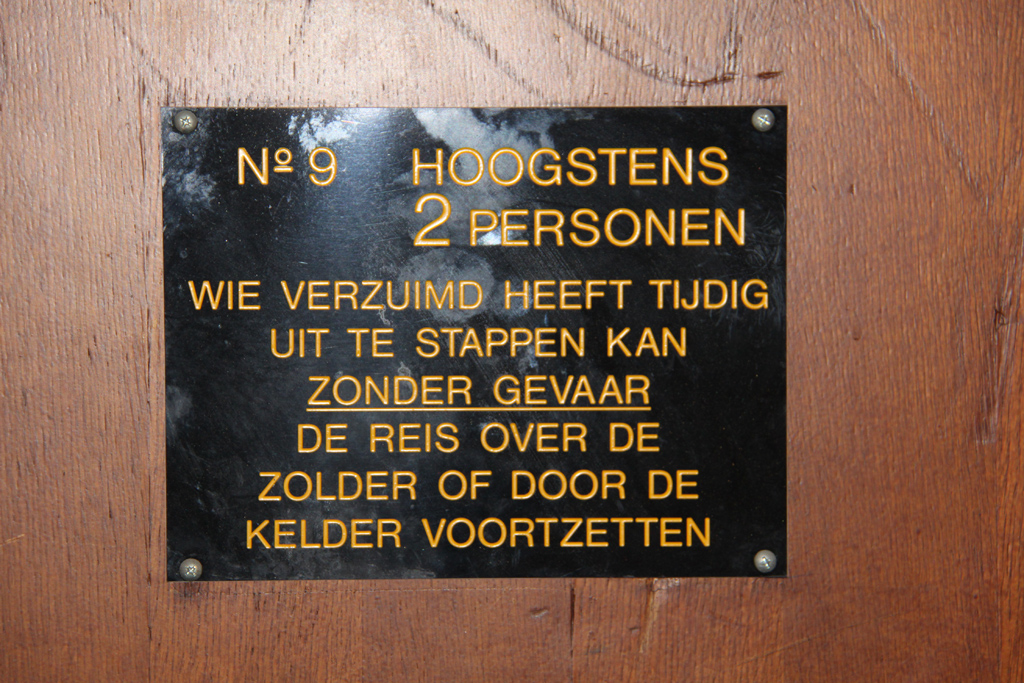
Opschrift in de paternoster in het HaKa-gebouw in Rotterdam. De lift keert niet om in de kelder of zolder.

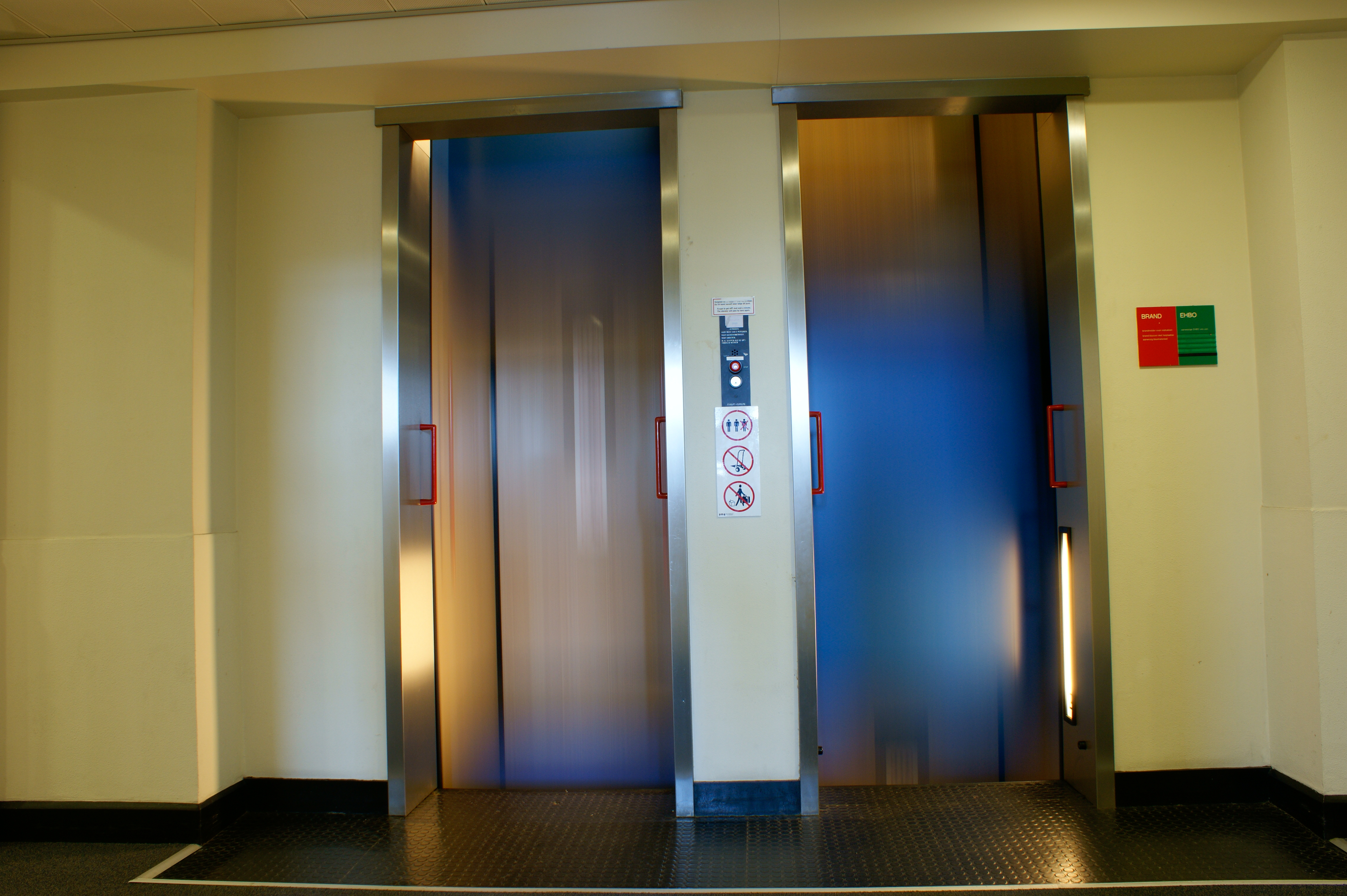
Paternoster in het Ziggo-gebouw in Den Haag, hier nog operationeel

Nederlandse fabrikanten van paternosters waren Backer en Rueb v/h machinefabriek Breda, Figee uit Haarlem en Stork Hijsch uit Hengelo.
In Nederland waren in 2012 zeven paternosterliften te vinden, waarvan er nog enkele bedrijfsvaardig waren: 
1. In het voormalige Ziggogebouw in Den Haag aan het Spaarneplein, buiten gebruik (Stork Hijsch 1922, ombouw 1976 Starlift, schadeherstel 1999 Schindler). Op 13 april 2012 gebeurde hiermee een dodelijk ongeval toen een 81-jarige man tussen de lift en de muur bekneld raakte. Sindsdien is de lift buiten gebruik.[2]
2. In het Dudokhuis van Tata Steel Europe te IJmuiden, Eggers Kehrhahn, 1957, stilgezet in 1999.
3. In het HaKa-gebouw (het oude hoofdkantoor van de Coöperatieve Groothandelsvereniging de Handelskamer) aan de Vierhavensstraat in Rotterdam. Deze Hensen-Schindler-lift uit 1936 is sinds eind 2011 weer bedrijfsvaardig. De verdiepingen in het gebouw staan leeg. Om veiligheidsredenen kan de lift alleen worden bezocht met de beheerder van het gebouw. Op verzoek kan de lift voor belangstellenden in bedrijf worden gezet.
4. In het voormalige belastingkantoor aan de Puntegaalstraat in Rotterdam, wordt alleen tijdens Open Monumentendag in bedrijf gezet, maar het gebruik ervan is verboden. Om dit te handhaven zijn er hekken voor de toegangen van de lift geplaatst. (Backer en Rueb Breda, 1948, ombouw december 1975 door De Reus BV.)
5. In het voormalige hoofdpostkantoor aan de Coolsingel 42 in Rotterdam, stilgezet.[noot 1]
6. In het Scheepvaarthuis (thans Grand Hotel Amrâth Amsterdam) in Amsterdam, werkend, op verzoek in gebruik, twee stuks. (Roux Combaluzier, 1928.)
7. In het oude schoolgebouw aan de Mauritskade in Amsterdam, gebouw bestaat nog, of lift nog werkt, is onbekend.

Veel paternosters in Nederland zijn gesloopt, waaronder:
- Amsterdam:
  - het voormalige gebouw van de Raad van Arbeid aan het Rhijnspoorplein;
  - het Gemeentelijk Energie Bedrijf aan de Hoogte Kadijk;
  - de Prinsenhof aan de Oudezijds Voorburgwal dat tot 1988 in gebruik was als stadhuis;
  - het voormalig hoofdpostkantoor aan de Nieuwezijds Voorburgwal;
  - het gebouw van de Centrale Markthallen aan de Jan van Galenstraat;
  - het Hoofdbureau van Politie aan de Elandsgracht/ hoek Marnixstraat.
- Den Haag:
  - het oude stadhuis aan het Burgemeester De Monchyplein;
  - het voormalige Expeditieknooppunt van PTT Post aan de Rijswijkseweg 15 (twee stuks).
- Rotterdam:
  - het stadhuis aan de Coolsingel;
  - het politiebureau aan het Haagseveer;
- Eindhoven: Laboratorium 2 van het Philips Natuurkundig Laboratorium.
- Utrecht: De Inktpot, het hoofdkantoor van ProRail aan het Moreelsepark

## België
In België zouden nog twee paternosterliften in werkende dienst zijn. Een in een verlaten gebouw van de NMBS-groep aan het Station Brussel-Zuid. De andere bevindt zich in het Huis van de Vlaamse Volksvertegenwoordigers, dat voorheen de Postcheque huisvestte. Deze lift werkt nog maar is voor personen niet meer toegankelijk. Er zijn poppen in geplaatst en de lift wordt nog dagelijks aangezet om de werking ervan te tonen.

## Duitsland, Oostenrijk en Zwitserland
De hoogste paternoster ter wereld was in de Duitse stad Keulen in het 65 meter hoge Hansahochhaus uit 1925. In 2015 waren in de Bondsrepubliek nog ca. 250 paternosters aanwezig, waarvan vele nog in bedrijf. Sinds 1974 mogen er in dat land geen nieuwe meer gebouwd worden. In Oostenrijk bevindt de oudste paternoster zich in Wenen. Hij dateert uit 1910 en is nog in gebruik. Elders in Wenen zijn nog zes andere paternosters. Nieuwbouw van dit soort liften is in Oostenrijk sinds medio 1965 niet meer toegestaan. In Zwitserland zijn geen werkende publieke paternosterliften meer, de uit 1974 daterende lift in modehuis Bayard in Bern is in 2023 vanwege het hoge stroomverbruik stilgezet.

## Tsjechië
In Tsjechië zijn nog verschillende paternosterliften, ook in openbare gebouwen. In sommige gevallen (zoals een Praags gemeentekantoor) is er een moderne lift naast voor wie niet durft of geen gebruik kan maken van de paternoster.